# Pulau Kembang
Pulau Kembang är en ö i Indonesien. Den ligger i den västra delen av landet, 900 km öster om huvudstaden Jakarta.